# Horvátország csatlakozása az Európai Unióhoz

Horvátország és az Európai Unió elhelyezkedése

Horvátország csatlakozási kérelmét az Európai Unióhoz 2003-ban adta be. A kérelmet az Európai Bizottság 2004 elején fogadta el, és ekkor nyilvánította hivatalos tagjelöltnek az országot. A tagjelölti státust az Európai Tanács 2004 közepén megerősítette. A csatlakozási tárgyalások 2005 októberében kezdődtek meg. A folyamatot hátráltatta a lisszaboni szerződést elutasító ír népszavazás, és Szlovénia blokádja a Pirani-öböl hovatartozása miatt. A problémák ellenére, a tagállamok mindegyike támogatja az ország felvételét az Unióba. A magyar EU-elnökség három legfontosabb prioritásának is egyike volt a horvát csatlakozás ügye.

## A tárgyalási fejezetek állapota
Az unióhoz való csatlakozás feltétele, hogy Horvátország befejezze a tárgyalásokat az Európai Bizottságal az acquis communautaire mind a 35 fejezetével kapcsolatban.
| Tárgyalási fejezet                                               | EU-értékelés                | Vizsgálat kezdete | Vizsgálat vége | Fejezet megnyitva             | Fejezet lezárva             | Fejezet befagyasztva  |
| ---------------------------------------------------------------- | --------------------------- | ----------------- | -------------- | ----------------------------- | --------------------------- | --------------------- |
| 1. Áruk szabad mozgása                                           | Összehangolva az acquis-val | 2006. 1. 16.      | 2006. 2. 24.   | 2008. 7. 25.                  | 2010. 4. 19.                | –                     |
| 2. Munkavállalók szabad mozgása                                  | Összehangolva az acquis-val | 2006. 7. 19.      | 2006. 9. 11.   | 2008. 6. 17.                  | 2009. 10. 2.                | –                     |
| 3. Vállalatalapítás joga és a szolgáltatások szabadsága          | Összehangolva az acquis-val | 2005. 11. 21.     | 2005. 12. 20.  | 2007. 6. 26.                  | 2009. 12. 21.               | –                     |
| 4. Tőke szabad áramlása                                          | Összehangolva az acquis-val | 2005. 11. 25.     | 2005. 12. 22.  | 2009. 10. 2.                  | 2010. 11. 5.                | 2008. 12. – 2009. 10. |
| 5. Közbeszerzés                                                  | Összehangolva az acquis-val | 2005. 11. 7.      | 2005. 11. 28.  | 2008. 12. 19.                 | 2010. 6. 30.                | –                     |
| 6. Társasági jog                                                 | Összehangolva az acquis-val | 2006. 6. 21.      | 2006. 7. 20.   | 2007. 6. 26.                  | 2009. 10. 2.                | 2008. 12. – 2009. 10. |
| 7. Szellemi tulajdon törvényi szabályozása                       | Összehangolva az acquis-val | 2006. 2. 6.       | 2006. 3. 3.    | 2007. 3. 29.                  | 2008. 12. 19.               | –                     |
| 8. Versenyjog                                                    | Összehangolva az acquis-val | 2005. 11. 8.      | 2005. 12. 2.   | 2010. 6. 30.                  | 2011. 6. 30.                | –                     |
| 9. Pénzügyi szolgáltatások                                       | Összehangolva az acquis-val | 2006. 3. 29.      | 2006. 5. 3.    | 2007. 6. 26.                  | 2009. 11. 27.               | –                     |
| 10. Információs társadalom és média                              | Összehangolva az acquis-val | 2006. 6. 12.      | 2006. 7. 14    | 2007. 7. 26.                  | 2008. 12. 19.               | –                     |
| 11. Mezőgazdaság és vidékfejlesztés                              | Összehangolva az acquis-val | 2005. 12. 5.      | 2006. 1. 26.   | 2009. 10. 2.                  | 2011. 4. 19                 | 2008. 12. – 2009. 10. |
| 12. Élelmiszer-biztonság, állat- és növényegészségügy            | Összehangolva az acquis-val | 2006. 3. 9.       | 2006. 4. 28.   | 2009. 10. 2.                  | 2010. 7. 27.                | 2008. 12. – 2009. 10. |
| 13. Halászat                                                     | Összehangolva az acquis-val | 2006. 2. 24.      | 2006. 3. 31.   | 2010. 2. 9.                   | 2011. 6. 6.                 | 2008. 12. – 2010. 2.  |
| 14. Közlekedés                                                   | Összehangolva az acquis-val | 2006. 6. 26.      | 2006. 9. 28.   | 2008. 4. 21.                  | 2010. 11. 5.                | –                     |
| 15. Energiaügy                                                   | Összehangolva az acquis-val | 2006. 5. 15.      | 2006. 6. 16.   | 2008. 4. 21.                  | 2009. 11. 27.               | –                     |
| 16. Adózás                                                       | Összehangolva az acquis-val | 2006. 6. 6.       | 2006. 7. 12.   | 2009. 10. 2.                  | 2010. 6. 30.                | 2008. 12. – 2009. 10. |
| 17. Gazdasági és pénzügyi jog                                    | Összehangolva az acquis-val | 2006. 2. 16.      | 2006. 3. 23.   | 2006. 12. 21.                 | 2008. 12. 19.               | –                     |
| 18. Statisztika                                                  | Összehangolva az acquis-val | 2006. 6. 19.      | 2006. 7. 18.   | 2007. 6. 26.                  | 2009. 10. 2.                | 2008. 12. – 2009. 10. |
| 19. Szociális politika és foglalkoztatásügy                      | Összehangolva az acquis-val | 2006. 2. 8.       | 2006. 3. 22.   | 2008. 6. 17.                  | 2009. 12. 21.               | –                     |
| 20. Vállalkozási és iparpolitika                                 | Összehangolva az acquis-val | 2006. 3. 27.      | 2006. 5. 5.    | 2006. 12. 21.                 | 2008. 7. 25.                | –                     |
| 21. Transzeurópai hálózatok                                      | Összehangolva az acquis-val | 2006. 6. 30.      | 2006. 9. 29.   | 2007. 12. 19.                 | 2009. 10. 2.                | 2008. 12. – 2009. 10. |
| 22. Regionális politika és a strukturális eszközök koordinációja | Összehangolva az acquis-val | 2006. 9. 11.      | 2006. 10. 10.  | 2009. 10. 2.                  | 2011. 4. 19                 | 2008. 12. – 2009. 10. |
| 23. Bírósági és alapvető jogok                                   | Összehangolva az acquis-val | 2006. 9. 6.       | 2006. 10. 13.  | 2010. 6. 30.                  | 2011. 6. 30.                | –                     |
| 24. Igazság, szabadság és biztonság                              | Összehangolva az acquis-val | 2006. 1. 23.      | 2006. 2. 15.   | 2009. 10. 2.                  | 2010. 12. 22.               | 2008. 12. – 2009. 10. |
| 25. Tudomány és kutatás                                          | Összehangolva az acquis-val | 2005. 10. 20.     | 2005. 11. 14.  | 2006. 6. 12.                  | 2006. 6. 12.                | –                     |
| 26. Oktatás és kultúra                                           | Összehangolva az acquis-val | 2005. 10. 26.     | 2005. 11. 16.  | 2006. 12. 11.                 | 2006. 12. 11.               | –                     |
| 27. Környezetvédelem                                             | Összehangolva az acquis-val | 2006. 4. 3.       | 2006. 6. 2.    | 2010. 2. 19.                  | 2010. 12. 22.               | 2008. 12. – 2010. 2.  |
| 28. Fogyasztó- és egészségvédelem                                | Összehangolva az acquis-val | 2006. 6. 8.       | 2006. 7. 11.   | 2007. 10. 12.                 | 2009. 11. 27.               | –                     |
| 29. Vámunió                                                      | Összehangolva az acquis-val | 2006. 1. 31.      | 2006. 3. 14.   | 2006. 12. 21.                 | 2009. 10. 2.                | 2008. 12. – 2009. 10. |
| 30. Külkapcsolatok                                               | Összehangolva az acquis-val | 2006. 7. 10.      | 2006. 9. 13.   | 2007. 10. 12.                 | 2008. 10. 30.               | –                     |
| 31. Külpolitika, biztonságpolitika, védelmi politika             | Összehangolva az acquis-val | 2006. 9. 14.      | 2006. 10. 6.   | 2010. 6. 30.                  | 2010. 12. 22.               | 2008. 12. – 2010. 4.  |
| 32. Pénzügyi felügyelet                                          | Összehangolva az acquis-val | 2006. 5. 18.      | 2006. 6. 30.   | 2007. 6. 26.                  | 2010. 7. 27.                | –                     |
| 33. Pénzügyi és költségvetési rendelkezések                      | Összehangolva az acquis-val | 2006. 9. 6.       | 2006. 10. 4.   | 2007. 12. 19.                 | 2011. 6. 30.                | –                     |
| 34. Intézmények                                                  |                             |                   |                |                               | 2010. 11. 5.                |                       |
| 35. Más                                                          | –                           | –                 | –              | –                             | –                           | –                     |
| Állapot                                                          |                             |                   |                | 33 fejezet a 33-ból megnyitva | 33 fejezet a 33-ból lezárva |                       |

## A csatlakozás időrendje
1998. március 4. – Létrejön az Európai integrációs minisztérium.
2001. október 29. – Horvátország aláírja a Stabilizációs és társulási megállapodást.
2004. június 18. – Horvátország hivatalos tagjelölt lett.
2005. október 3. – Megkezdődik a tárgyalási fejezetek kifejtése.
2006. június 12. – A tudomány és kutatás fejezet megnyitása és lezárása.
2006. június 28. – A versenyjog és vámunió fejezetek megnyitása.
2006. július 20. – A szociális politika és foglalkoztatásügy fejezet megnyitása.
2006. december 11. – Az oktatás és kultúra fejezet megnyitása és lezárása.
2007. március 29. – A szellemi tulajdon törvényi szabályozása fejezet megnyitása.
2007. június 26. – 6 fejezet megnyitása: társasági jog, pénzügyi felügyelet, pénzügyi szolgáltatások, információs társadalom és média, vállalatalapítás joga és a szolgáltatások szabadsága, statisztika
2007. október 12. – Az egészség- és fogyasztóvédelem és a külkapcsolatok fejezetek megnyitása.
2007. december 20. – A pénzügyi és költségvetési rendelkezések, valamint a transzeurópai közlekedés fejezetek megnyitása.
2008. április 21. – Az energiaügy és közlekedés fejezetek megnyitása.
2008. június 17. – A munkavállalók szabad mozgása és a szociális politika és foglalkoztatásügy fejezetek megnyitása.
2008. július 25. – Az áruk szabad mozgása fejezet megnyitása. A vállalkozási és iparpolitika fejezet lezárása.
2008. október 30. – A külkapcsolatok fejezet lezárása.
2008. december 19. – A közbeszerzés fejezet megnyitása. A gazdasági és pénzügyi jog, az információs társadalom és média, a szellemi tulajdon törvényi szabályozása fejezetek lezárása.
2009. április 23. – A tárgyalások megszakadása a Pirani-öböl hovatartozása okán kialakult határvita miatt.
2009. szeptember 11. – Szlovénia és Horvátország megegyezik, hogy a határvitát kétoldalú tárgyalásokon rendezik, Szlovénia befejezi a tárgyalások blokkolását.
2009. október 2. – 5 fejezet lezárása, 6 fejezet megnyitása, a lezárt fejezetek: társasági jog, vámunió, munkavállalók szabad mozgása, statisztika, transzeurópai közlekedés.
2009. november 27. – A fogyasztó- és egészségvédelem, az energiaügy, és a pénzügyi szolgáltatások fejezetek lezárása.
2009. december 21. – A vállalatalapítás joga és a szolgáltatások szabadsága, a szociális politika és foglalkoztatásügy fejezetek lezárása.
2010. február 19. – A környezetvédelem, és a halászat fejezetek megnyitása.
2010. április 19. – Az áruk szabad mozgása fejezet lezárása.
2010. június 30. – Az utolsó 3 fejezet megnyitása: külpolitika, biztonságpolitika, védelmi politika; bírósági és alapvető jogok; versenyjog. Az adózás és a közbeszerzés fejezetek lezárása.
2010. július 27. – Az élelmiszer-biztonság, állat- és növényegészségügy és a pénzügyi felügyelet fejezetek lezárása.
2010. november 5. – Az intézmények, közlekedés és a tőke szabad áramlása fejezetek lezárása.
2010. december 22. – Az igazság, szabadság és biztonság; környezetvédelem és a külpolitika, biztonságpolitika, védelmi politika fejezetek lezárása.
2011. április 19. – A mezőgazdaság és vidékfejlesztés; regionális politika és a strukturális eszközök koordinációja fejezetek lezárása.
2011. június 6. – A halászat fejezet lezárása.
2011. június 30. – A magyar EU elnökség utolsó napján mind a 33 fejezet lezárva.
2011. december 9. – A lengyel EU elnökség utolsó hónapjában az Európai Uniós és a horvát vezetők Brüsszelben aláírták  az uniós csatlakozási szerződését, melynek következtében kezdetét veheti a ratifikációs folyamat és 2013. július 1-től Horvátország lehet az EU 28. tagállama.
2013. július 1. – A második félév első napján Horvátország az Európai Unió 28. tagállama lett.; a központi ünnepséget Európa vezető személyiségeinek részvételével Zágrábban tartották és az eseményen felhangzott az uniós himnusz, az Örömóda.

## Fordítás
Ez a szócikk részben vagy egészben  az   Accession of Croatia to the European Union című angol Wikipédia-szócikk ezen változatának fordításán alapul.  Az eredeti cikk szerkesztőit annak laptörténete sorolja fel. Ez a jelzés csupán a megfogalmazás eredetét és a szerzői jogokat jelzi, nem szolgál a cikkben szereplő információk forrásmegjelöléseként.